# Elaphoglossum apparicioi
Elaphoglossum apparicioi är en träjonväxtart som beskrevs av Alexander Curt Brade. Elaphoglossum apparicioi ingår i släktet Elaphoglossum och familjen Dryopteridaceae. Inga underarter finns listade.